# Guido von Usedom (sjömilitär)

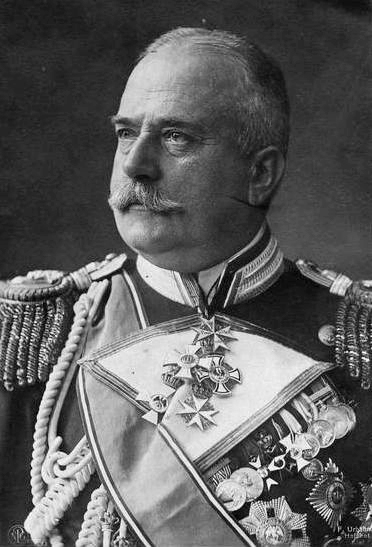
Guido von Usedom.

Guido von Usedom, född den 2 december 1854 i Ostpreussen, död den 24 februari 1925 i Schwerin, var en tysk sjömilitär.
von Usedom inträdde som officer i marinen 1874 och befordrades efter hand till Kapitän zur See samt utmärkte sig som chef på den till Kina under boxarupproret beordrade kryssaren "Hertha". Han var nämligen befälhavare för den tyska landstigningskår, som i spetsen för de allierade makternas truppkontingenter, under överbefäl av brittiske amiralen Seymour, under återtåget från Langfang mot Tientsin 22 juni 1900 stormade arsenalen vid Hsikou. Seymours order the Germans to the front har blivit ett ordspråk. År 1904 blev von Usedom marininspektionschef, 1905 konteramiral, 1906 varvschef i Kiel och 1908 viceamiral. År 1910 erhöll han avsked och befordrades samtidigt till amiral. Under första världskrigets första år inträdde han ånyo i aktiv tjänst, blev amiral i turkiska flottan och förde med kraft och skicklighet överbefälet över Turkiets land- och sjöstridskrafter i striderna på Gallipolihalvön.